# Verzorgingsplaats De Vonken
Verzorgingsplaats De Vonken is een Nederlandse verzorgingsplaats langs de A7 Bad Nieuweschans-Zaandam in het gedeelte tussen Beetsterzwaag en Tijnje ter hoogte van Terwispel in de gemeente Opsterland. Het station ligt tegenover verzorgingsplaats De Wâlden. Het parkeerterrein beschikt over een spiegelafstelplaats. 
Richting Bad Nieuweschans:
Middelsloot · 
De Koggen · 
Broerdijk · 
Hoge Kwel · 
Monument · 
Breezanddijk · 
Hayum · 
Laerd · 
De Horne · 
De Wâlden · 
Mienscheer · 
Dikke Linde · 
Meedenertol · 
Bunderneuland (D)
Richting Zaandam:
Poort van Groningen · 
Roode Til · 
Veenborg · 
Oude Riet · 
De Vonken · 
Bloksloot · 
Wildinghe · 
Breezanddijk · 
Monument · 
Den Oever · 
De Wierde · 
De Horn · 
Kruisoord